# Mitspielzeugmuseum

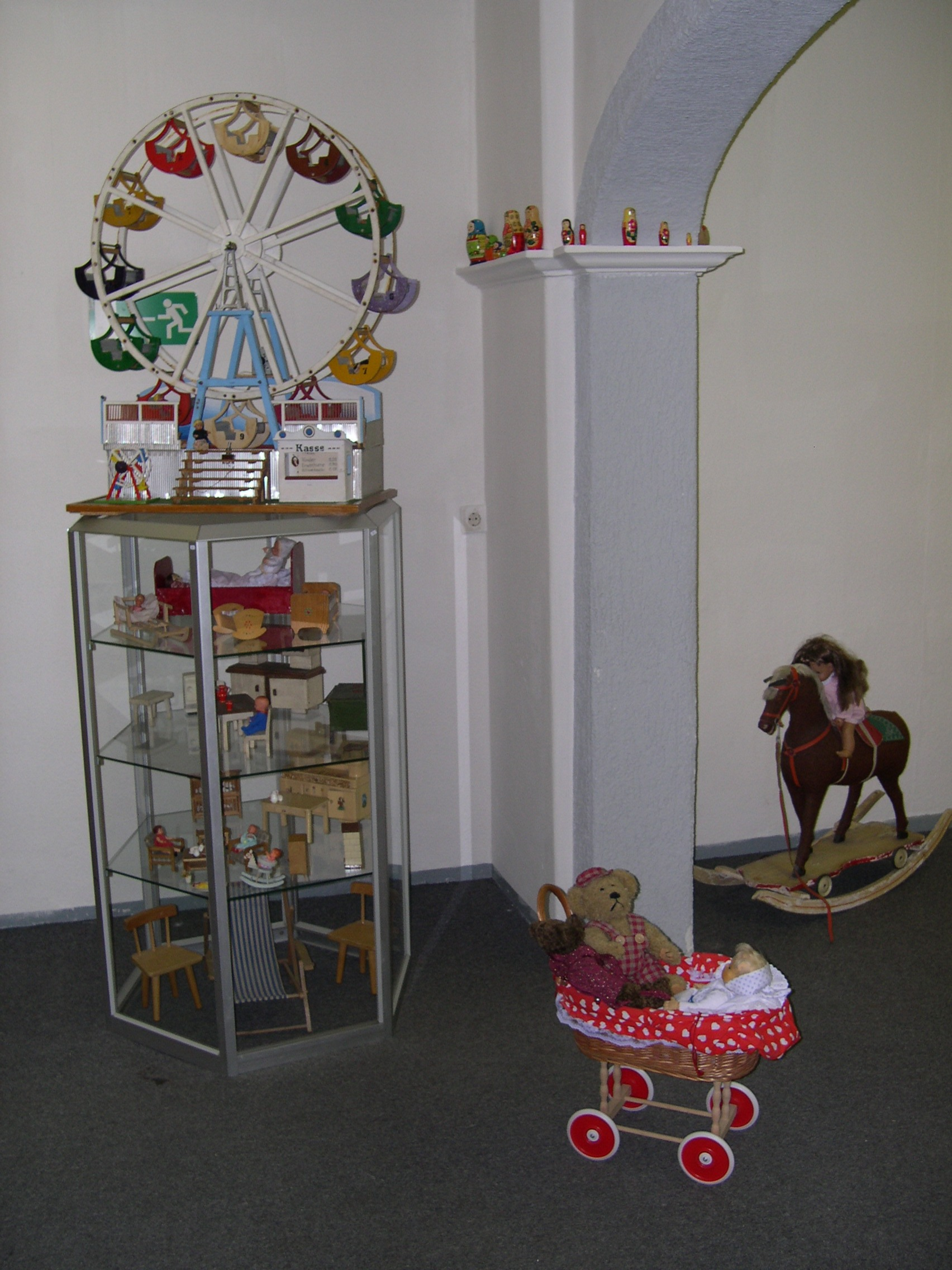
Mitspielzeugmuseum Leipzig

Das Mitspielzeugmuseum in Leipzig verfügt mit etwa 2880 Ausstellungsstücken über eine der größten Sammlungen historischer Spielzeuge aus der DDR und den Staaten des Ostblocks. Das im Jahre 2004 gegründete Mitspielzeugmuseum versteht sich nicht nur als Museum im herkömmlichen Sinne, sondern ist sozial- und museumspädagogisch konzipiert und ermöglicht seinen Besuchern, durch das Spielen mit historischem Spielzeug die damalige Zeit unmittelbar zu erfahren.
Sammlung und Ausstellung befinden sich im Leipziger Stadtteil Stötteritz, Träger des Mitspielzeugmuseums ist der gemeinnützige Verein Mehrweg e.V.

## Geschichte
Das Mitspielzeugmuseum öffnete im November 2001 und wurde 2002 ein Projekt des Vereins Mehrweg e.V. Über zwei Jahre fungierte das Projekt als „Museum aus dem Koffer“, da keine geeigneten Räume zur Verfügung standen. So fanden mehrere thematische Wanderausstellungen an verschiedenen Orten statt. Am 9. November 2004 öffnete das Mitspielzeugmuseum an seinem jetzigen Ort. Seither werden dort regelmäßig zwei bis drei wechselnde verschiedene Ausstellungen im Jahr angeboten. Gezeigt werden fast ausschließlich historische Spielzeuge und Spielsachen aus der damaligen DDR und den osteuropäischen Staaten.

## Sammlung
Der Museumsbestand wurde überwiegend aus privaten Spenden und Leihgaben zusammengetragen. Derzeit sind über 2.800 katalogisierte Spiele, Spielsachen und Spielzeuge vorhanden. Darunter eine
- alte Spielzeugeisenbahn
- Kaufmannsläden
- alte Baukästen aus Holz, Metall und Stein
- Blechspielzeuge
- ein Riesenrad
- alte Brettspiele
- Teddybären
- Puppenstuben, Puppen, Puppenküchen

Darüber hinaus stehen (Kinder-)Bücher, alte Filme und Tonträger erklärend zur Verfügung.

## Ausstellungen
- 100 Spielsachen aus der DDR
- Die Vielfalt der Spielkarten
- Weihnachtsausstellung
- Alles aus Holz
- Elternland in Kinderhand
- Unterm Weihnachtsbaum
- Mein erster Schultag
- Teddy & Co.
- Kaufmannsläden & Puppenstuben
- Dauer-Sonder-Ausstellung: Alles aus dem Bad
- Mit der Einschienenbahn durchs Kinderzimmer